# パズルコンピュータゲームの一覧
パズルコンピュータゲームの一覧（パズルコンピュータゲームのいちらん）では、パズルゲームとして販売されたソフトをタイプ別に列記する。

## タイルマッチングゲーム

### 落ち物パズル

テトリス

- 魚ポコ
- エメラルディア
- クラックス
- クレオパトラフォーチュン
- コズモギャング・ザ・パズル
- コラムス
- スーパーパズルファイターIIX
- 対戦ぱずるだま
- テトリス
- ドクターマリオ
- ぷよぷよ
- メテオス
- もうぢや
- マジカルビート
- ヨッシーのたまご
- LINE ポコポコ
- 落雀
- ルミネス
- レッキングクルー'98
- ワリオの森

### アドバンシングブロックパズル
- アクアラッシュ
- クォース
- GUNPEY
- 瞬感パズループ
- Zuma
- パズルボブル
- パネルでポン
- Frozen Bubble
- ポケモンパズルリーグ
- マジカルドロップ
- マネーアイドルエクスチェンジャー
- ルクサー

### その他のマッチングゲーム
- キャンディークラッシュ
- GUNPEY
- さめがめ
- ZOO KEEPER
- スーパーループス
- ズープ
- パズル&ドラゴンズ
- パズルクエスト〜アガリアの騎士〜
- パズニック
- Bejeweled
- フリップル
- ょすみん。
- ヨッシーのクッキー
- LINE:ディズニー ツムツム
- ルミネス

## ロジックパズル
- ピクロス
- レイトンシリーズ

## アイテム探しゲーム
- クリミナルケース
- マインスイーパ

## 障害物があるコースのナビゲーション
- アトミックス
- インクレディブル・マシーン
- エニグマ
- オキシド
- 己の信ずる道を征け
- ガッタンゴットン
- コロぱた
- チューチューロケット!
- ぐっすんおよよ
- くるくるくるりん
- スイッチボール
- 直感ヒトフデ
- 【Hg】ハイドリウム
- ブロディア
- Helltaker
- ボーランス
- マーブルマッドネス
- レミングスシリーズ

## 1キャラクターのコントロール
- I.Q
- アドベンチャーズ オブ ロロ
- アンチチェンバー
- エッガーランド
- オッドワールド
- クウォンタム コナンドラム 超次元量子学の問題とその解法
- クラスティーズ・ファンハウス
- クラワールド
- The Witness
- ザ・キャッスル
- シープ・ドッグ・ン・ウルフ
- スタッキング
- THE SWAPPER
- 倉庫番
- ソルスティス 三次元迷宮の狂獣
- ソロモンの鍵
- タロスの原理
- Toki Tori
- ナーバキュラードロップ
- ハコボーイ!
- パズルボーイ
- バナナ
- バベルの塔
- バルダーダッシュ
- 引ク押ス
- PITMAN
- ヒラメキパズル マックスウェルの不思議なノート
- プッシュオーバー
- FLAPPY
- Braid
- Portal
- Portal 2
- ボンバーマンシリーズ
- ボンバザル
- ポンピングワールド
- ミスタードリラー
- MYST
- 迷宮島
- モグラ〜ニャ
- リターン・オブ・ザ・オブラ・ディン
- LIMBO
- レッキングクルー
- ロードランナー

## 多数のキャラクターのコントロール
- ゴブリンズ
- ザ・ロスト・バイキングス
- PITMAN
- ピングス
- 無限回廊
- レミングスシリーズ

## マージ系ゲーム
- 2048
- スイカゲーム
- Threes!

## 建設
- アルマジロラン
- アメイジングアレックス
- エレファンク
- グーの惑星
- クレイジーマシーンズ
- パイプドリーム
- ブリッジビルダー

## プログラミングを題材としたパズルゲーム
- スペースケム
- セブン・ビリオン・ヒューマンズ
- ヒューマン・リソース・マシーン

## マルチプルパズル
- ザ・イレブンス・アワー
- ザ・セブンス・ゲスト
- ザ・ディグ
- 脳を鍛える大人のDSトレーニング
- パズルパイレーツ
- マシナリウム
- やわらかあたま塾
- レイトンシリーズ

## オムニバス、アンソロジー
- マイクロソフトエンターテインメントパック

## その他
- アングリーバード
- Every Extend Extra
- 共闘ことばRPG コトダマン
- ことばのパズル もじぴったん
- XI
- 上海
- どうぶつタワーバトル
- UFO -A day in the life-